# Пингвините на Мистър Попър
„Пингвините на Мистър Попър“ (на английски: Mr. Popper's Penguins) е американска комедия, адаптация на едноименната книга на Ричърд и Фолренс Атуотър. Премиерата на филма в САЩ е на 17 юни 2011. Главната роля е изиграна от Джим Кери.

## Сюжет
Историята на филма разказва за бизнесмена Попър (Джим Кери), който неочаквано наследява шест пингвина и животът му се променя изцяло – огромният му нюйоркски апартамент бива превърнат в студена зимна площадка, важната сделка по която работи се проваля напълно, а проблеми с властите го доближават все повече до затвора.

## DVD версия и излъчване по ТВ
Филмът е записан в DVD и Blu-Ray вариант и се продават в България. Разпространителят е A+films.
Филмът се излъчва по телевизията в каналите на bTV Media Group (по специално bTV, bTV Cinema и bTV Comedy).